# Myrmeleon alluaudi
Myrmeleon alluaudi là một loài côn trùng trong họ Myrmeleontidae thuộc bộ Neuroptera. Loài này được Navás miêu tả năm 1914.